# Manuel Gómez de Pablos
Manuel Gómez de Pablos (Sant Sebastià, 1922 – Madrid, 5 de juny de 2012) fou un empresari espanyol.

## Trajectòria
Va estudiar a l'Instituto Escuela, que depenia de la Institución Libre de Enseñanza. Doctorat en enginyeria de camins. En 1951 començà a treballar a Cimentaciones Especiales, ocupant càrrecs de responsabilitat a Espanya i Amèrica Llatina. El 1968 va ser nomenat director del Servei Geològic del Ministeri d'Obres Públiques i Urbanisme d'Espanya. De 1970 a 1974 fou nomenat Director general d'Obres Hidràuliques. En 1978 va tornar al sector privat com a director general d'Iberduero, de la que el maig de 1981 en fou nomenat president, càrrec que ocupà fins a 1991. De 1986 a 1997 va compatibilitzar el càrrec amb la presidència del consell d'administració de Patrimoni Nacional. Durant la seva gestió es va reobrir al Monestir de les Descalzas Reales de Madrid, i es va concloure la informatització de l'inventari dels béns mobles històrics espanyols.
També va ser membre del Patronat del Museu del Prado, de la Fundació Xavier Zubiri, de la Fundació Príncep d'Astúries i vocal de l'Associació d'Amics de la Residència d'Estudiants. El 1989 a 1990 va substituir Íñigo de Oriol en la presidència de UNESA (patronal de les companyies elèctriques). El setembre de 1992 fou nomenat president del Consell Mundial de l'Energia i president d'honor d'Iberdrola.
Entre altres guardons ha rebut el Premi Juan Lladó (1989), la Medalla d'Or al Mèrit en el Treball (2011) i les grans creus al Mèrit Agrícola (1971), del Departament de Salut Pública (1972), del Mèrit Turístic (1972) i del Mèrit Civil (1974), i l'Orde d'Isabel la Catòlica.